# Aoiyama Kōsuke
Aoiyama Kōsuke (jap. 碧山 亘右; * 19. Juni 1986 in Elchowo als Daniel Iwanow bulgarisch Даниел Иванов) ist ein bulgarischer Sumōringer in der japanischen Makuuchi-Division.

## Sumō-Karriere
Im Mai 2009 begann Iwanow seine professionelle Sumō-Karriere in dem Stall Tagonoura-beya unter dem Namen Aoiyama (blauer Berg). Sein erstes Turnier gewann er direkt mit einer perfekten 7-0-Bilanz. Beim darauffolgenden Basho wiederholte er diesen Erfolg. Dieses Mal holte er den Turniersieg im Playoff gegen Kazafuzan. So debütierte Aoiyama in seinem dritten Profi-Turnier bereits in der vierthöchsten Division Sandanme. Dort erzielte er eine Bilanz von 6-1, was ihm den Aufstieg in die Makushita-Division bescherte. Bei seinem Debüt in Makushita im März 2010 gelang Aoiyama auf Anhieb der Gesamtsieg (7-0). In seinem letzten Kampf schlug er den bis dahin ebenfalls ungeschlagenen (späteren Maegashira) Homarefuji. Damit hatte er in seinen ersten vier Turnieren bereits drei Titel gesammelt. Beim folgenden Turnier erhielt er jedoch zum ersten Mal in seiner Karriere Make-koshi (2-5). Ein Jahr darauf machte er durch eine 5-2-Bilanz als Makushita 1 Ost den Aufstieg in die Jūryō-Division perfekt. Trotz eines knappen Make-koshi bei seinem Jūryō-Debüt (7-8) und einem Bandscheibenvorfall schaffte er schnell den Durchmarsch in die Makuuchi-Division.
Bei seinem ersten Turnier in Makuuchi beeindruckte Aoiyama durch ein 11-4. Dafür wurde ihm der Kantō-shō verliehen. Das direkte Duell um das Jun-Yusho verlor er damals gegen den Maegashira Wakakōyū am letzten Tag. Im Februar 2012 wechselte er in den Stall Kasugano-beya. Kurz darauf gelang ihm (als Maegashira 6) zum zweiten Mal eine Bilanz von 11-4. Seitdem belegte er immer mindestens einen einstelligen Maegashira-Rang. Während des Nagoya Basho 2012 traf der mittlerweile an Maegashira 2 gesetzte Aoiyama zum ersten Mal auf die Ōzeki sowie Yokozuna Hakuhō und konnte dabei lediglich Ōzeki Kotoshōgiku bezwingen. Obwohl er an den ersten sieben Tagen sechs Mal verlor, schaffte er noch ein Kachi-koshi und damit auch die erstmalige Beförderung zum Komusubi. Sein Debüt in den San’yaku-Rängen verlief jedoch wenig erfolgreich, am neunten Turniertag kassierte er bereits Make-koshi. Beim Aki Basho 2013 besiegte Aoiyama an Tag 4 den Yokozuna Harumafuji und bekam dafür den ersten und bisher einzigen Kinboshi seiner Karriere. Im Mai 2014 schlug Aoiyama sowohl Kisenosato als auch Kotoshōgiku und damit zum ersten Mal zwei Ōzeki innerhalb eines Turnieres. Am Ende verbuchte er ein 8-7 und feierte daraufhin im Juli sein Comeback im Rang eines Komusubi, das er aber mit einer negativen Bilanz (6-9) abschloss. Nach einem 10-5 als Maegashira 3 ging Aoiyama im November 2014 erstmals als Sekiwake an den Start und konnte diesen Rang durch ein 8-7 zunächst verteidigen. Im folgenden Basho enttäuschte er mit einer 5-10-Bilanz und musste die San'yaku-Ränge daher wieder verlassen. In seinen beiden Turnieren als Sekiwake gewann er zwei Mal in Folge gegen Yokozuna Harumafuji. Im Juli 2015 ging er als Maegashira 2 an den Start und erreichte ein 8-7. Dabei besiegte er unter anderem Ōzeki Kisenosato, Sekiwake Ichinojō und Komusubi Myōgiryū.

## Kampfstatistik
| Jahr | Hatsu (Januar)        | Haru (März)            | Natsu (Mai)            | Nagoya (Juli)         | Aki (September)         | Kyushu (November)      |
| ---- | --------------------- | ---------------------- | ---------------------- | --------------------- | ----------------------- | ---------------------- |
| 2009 |                       |                        | Maezumo                | Maezumo 3-0           | Jonokuchi 30 West 7-0 Y | Jonidan 25 Ost 7-0 Y   |
| 2010 | Sandanme 30 Ost 6-1   | Makushita 48 Ost 7-0 Y | Makushita 5 West 2-5   | Makushita 15 West 4-3 | Makushita 9 West 5-2    | Makushita 3 Ost 3-4    |
| 2011 | Makushita 5 West 4-3  | abgesagt               | Makushita 1 Ost 5-2    | Juryo 4 West 7-8      | Juryo 6 Ost 10-3-2      | Maegashira 16 Ost 11-4 |
| 2012 | Maegashira 7 West 6-9 | Maegashira 10 West 8-7 | Maegashira 6 West 11-4 | Maegashira 2 Ost 8-7  | Komusubi 1 Ost 4-11     | Maegashira 5 Ost 6-3-6 |
| 2013 | Maegashira 6 West 7-8 | Maegashira 8 Ost 9-6   | Maegashira 4 Ost 5-10  | Maegashira 9 Ost 10-5 | Maegashira 2 West 6-9   | Maegashira 5 Ost 10-5  |
| 2014 | Maegashira 3 Ost 6-9  | Maegashira 5 West 9-6  | Maegashira 1 Ost 8-7   | Komusubi 1 West 6-9   | Maegashira 3 Ost 10-5   | Sekiwake 1 Ost 8-7     |
| 2015 | Sekiwake 1 Ost 5-10   | Maegashira 3 West 5-10 | Maegashira 6 West 9-6  | Maegashira 2 West 8-7 | Maegashira 1 Ost 7-8    |                        |